# Maputo
Maputo je glavno mesto Mozambika in s približno 1,2 milijona prebivalcev (2014) največje mesto v tej vzhodnoafriški državi. Njegovo pristanišče je eno najpomembnejših na vzhodni obali Afrike in predstavlja gonilo lokalne ekonomije, vidnejšo vlogo pa imajo še prehrambena in tekstilna industrija, ladjedelništvo ter izdelava cementa.
Leži na skrajnem jugu države ob obali istoimenskega zaliva (prej zaliv Delagoa) Indijskega oceana, ki ga dodatno varuje otok Inhaca in predstavlja najugodnejše naravno pristanišče na vsej vzhodni strani Afrike. Zaledje je sušno in večinoma neprimerno za intenzivno kmetijstvo.

## Zgodovina
Naselje je nastalo okrog portugalske utrdbe konec 18. stoletja, poimenovano je bilo Lourenço Marques po portugalskem raziskovalcu, ki je raziskal okoliško ozemlje. Dolgo časa je bilo nepomembno, saj so bile kolonialne aktivnosti skoncentrirane severneje, na otoku Mozambik in ob reki Zambezi. V drugi polovici 19. stoletja pa so v bližnjem Transvaalu (Južna Afrika) odkrili zaloge zlata in diamantov, kar je povzročilo ekonomski razmah celotne regije. Lourenço Marques je prevzel ključno vlogo kot najugodnejše pristanišče za izvoz rudnih bogastev. Vse odtlej je razvoj mesta tesno povezan z južnoafriško ekonomijo.
Razvoj mesta je zagotovila vrsta sporazumov z Južnoafričani, na podlagi katerih so bile konec 19. stoletja zgrajene železniške in cestne povezave z notranjostjo. Po njih je stekla živahna izvozno-uvozna aktivnost za potrebe rudnikov, hkrati pa so postale tudi pot, po kateri so desettisoči Mozambičanov vsako leto migrirali na delo. Leta 1888 je Lourenço Marques postal glavno mesto kolonije. Glavno vlogo pri razvoju so imela južnoafriška podjetja, ki so upravljala s pristaniško infrastrukturo in do leta 1914 je promet v pristanišču dosegel milijon ton letno, od tega je bila polovica premoga. Njegov pomen je dodatno utrdila železniška povezava z jugom Rodezije. Ko je v 1930. letih oblast na Portugalskem prevzel diktator António de Oliveira Salazar, so se v mesto priselili še številni beli emigranti, kar je povzročilo vidno razslojevanje med »belim« središčem in okoliškimi barakarskimi naselji z večinoma črnskim prebivalstvom. V tem času je postalo tudi turistična destinacija za premožnejše južnoafričane, zaradi politike apartheida čez mejo je tu med drugim zacvetela prostitucija.
Po osamosvojitvi Zimbabveja leta 1975 je bilo mesto preimenovano v Maputo. Sprva je politična sprememba negativno vplivala na gospodarstvo. Portugalci so se množično izselili nazaj v domovino, kar je povzročilo pomanjkanje visoko izobražene delovne sile in nazadovanje infrastrukture. Hkrati se je pričelo obdobje politične nestabilnosti v Mozambiku in spopadi med vladnimi silami ter oboroženimi enotami opozicije (RENAMO), posledica je bilo množično priseljevanje v Maputo, ki je bil varnejši od podeželja. Od druge polovice 1980. let je bil znova center prizadevanj za oživitev gospodarstva in stabilizacijo razmer.

## Mednarodne povezave
Maputo ima uradne povezave z naslednjimi mesti (pobratena ali sestrska mesta oz. mesta-dvojčki):
- Brasília, Brazilija
- Cape Town, Republika Južna Afrika
- Lagos, Nigerija
- Lizbona, Portugalska[4]
- Luanda, Angola
- Rio de Janeiro, Brazilija
- Šanghaj, Ljudska republika Kitajska